# Фер-Оукс (Каліфорнія)
Фер-Оукс (англ. Fair Oaks) — переписна місцевість (CDP) в США, в окрузі Сакраменто штату Каліфорнія. Населення — 32 514 особи (2020).

## Географія
Фер-Оукс розташований за координатами 38°39′1″ пн. ш. 121°15′4″ зх. д. / 38.65028° пн. ш. 121.25111° зх. д. (38.650165, -121.250982).  За даними Бюро перепису населення США в 2010 році переписна місцевість мала площу 29,13 км², з яких 27,95 км² — суходіл та 1,17 км² — водойми.

## Демографія
Згідно з переписом 2010 року, у переписній місцевості мешкало 30 912 осіб у 12 838 домогосподарствах у складі 8564 родин. Густота населення становила 1061 особа/км².  Було 13558 помешкань (465/км²).
Расовий склад населення:
| - 85,7 % — білих - 4,2 % — азіатів - 2,4 % — чорних або афроамериканців - 0,8 % — корінних американців - 0,2 % — вихідців з тихоокеанських островів - 2,4 % — осіб інших рас |

До двох чи більше рас належало 4,4 %. Частка іспаномовних становила 9,6 % від усіх жителів.
За віковим діапазоном населення розподілялося таким чином: 19,6 % — особи молодші 18 років, 61,9 % — особи у віці 18—64 років, 18,5 % — особи у віці 65 років та старші. Медіана віку мешканця становила 45,8 року. На 100 осіб жіночої статі у переписній місцевості припадало 95,3 чоловіків;  на 100 жінок у віці від 18 років та старших — 92,2 чоловіків також старших 18 років.
Середній дохід на одне домашнє господарство  становив 100 129 доларів США (медіана — 73 115), а середній дохід на одну сім'ю — 121 165 доларів (медіана — 95 078). Медіана доходів становила 71 559 доларів для чоловіків та 61 286 доларів для жінок. За межею бідності перебувало 11,9 % осіб, у тому числі 13,3 % дітей у віці до 18 років та 7,9 % осіб у віці 65 років та старших.
Цивільне працевлаштоване населення становило 14 395 осіб. Основні галузі зайнятості: освіта, охорона здоров'я та соціальна допомога — 21,7 %, науковці, спеціалісти, менеджери — 13,3 %, роздрібна торгівля — 10,7 %, мистецтво, розваги та відпочинок — 9,9 %.